# Ariel (motocicleta)
|  | No s'ha de confondre amb Ariel Motor Company. |

Ariel fou un fabricant britànic de bicicletes i motocicletes amb seu al districte de Bournbrook, a Birmingham. La companyia es va vendre a BSA el 1951, però la marca va sobreviure fins al 1967. Ariel va ser una empresa innovadora dins el sector del motociclisme britànic. Entre els seus influents dissenyadors hi havia Val Page i Edward Turner. El darrer vehicle del tipus motocicleta que va portar el nom d'Ariel va ser un ciclomotor inclinable de tres rodes de 1970, un model de curta durada.
Ariel va començar fabricant bicicletes i després va passar a les motocicletes. També va fabricar automòbils entre el 1902 i el 1925 (des del 1911, en una nova fàbrica a Coventry).
El nom 'Ariel' es va reutilitzar el 1999 per a fundar Ariel Ltd, un fabricant d'automòbils esportius.

## Història

### Bicicletes i primers vehicles motoritzats

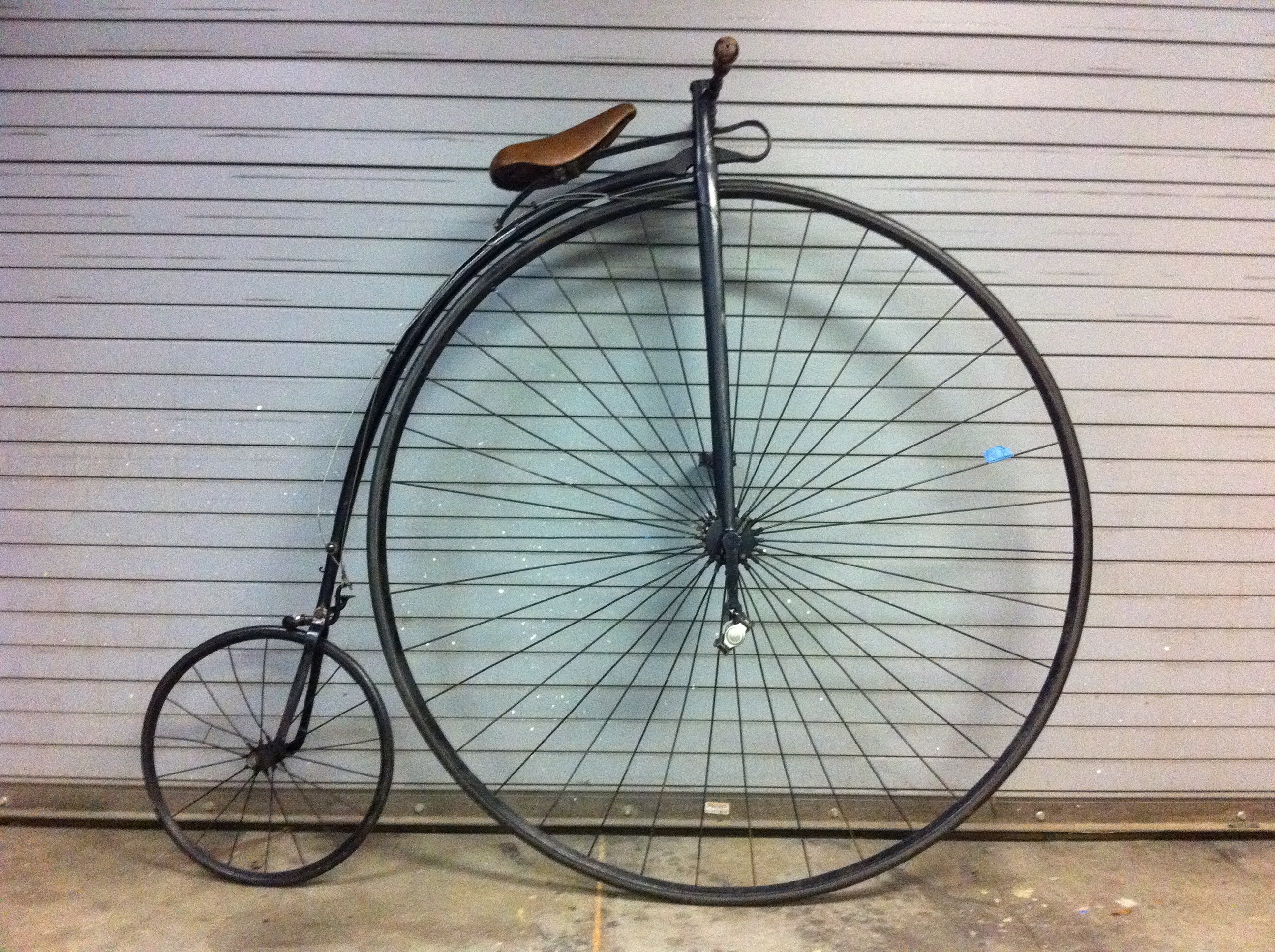
Velocípede Ariel amb roda de 50"

La companyia original, fundada el 1870 per James Starley i William Hillman, va manufacturar rodes amb radis de filferro sota la primera patent britànica; això els va permetre també de fabricar una bicicleta del tipus "penny-farthing" més lleugera, la qual van anomenar "Ariel" en honor de l'esperit d'igual nom que apareix a l'obra de Shakespeare, La tempesta. Els dos socis van posar el mateix nom a la fàbrica on produïen bicicletes i màquines de cosir.
El 1885, el nebot de James Starley, John Kemp Starley, va inventar la bicicleta de seguretat Rover, una bicicleta amb totes dues rodes de mida similar i tracció per cadena a la roda posterior (el disseny que s'utilitza encara actualment a les bicicletes).
Ariel es va fusionar amb Westwood Manufacturing el 1896 i el 1898 va fabricar un tricicle motoritzat equipat amb un motor Dion de 2,25 CV. Hillman se'n va anar poc després per a fundar Premier Motorcycles. Ariel va seguir produint tricicles i el 1901, quan va passar a la producció d'automòbils, va afegir a la gamma quadricicles motoritzats.

### Components Ltd

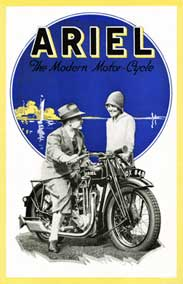
L'eslògan 'The Modern Motor Cycle' en un fullet d'un model Ariel de 1928

Ariel va fabricar la seva primera motocicleta el 1902. Duia un motor Kerry amb encesa per magneto i carburador flotant. Aquell any, Ariel va ser adquirida per Components Ltd, empresa propietat de Charles Sangster. Sangster va crear una motocicleta amb motor de dos temps de tres velocitats que vengué com a "Arielette", però en va abandonar la producció en esclatar la Primera Guerra Mundial.
El 1918, el fill de Sangster, Jack, va passar a dirigir la divisió Ariel de Components Ltd i va desenvolupar una reeixida motocicleta equipada amb un motor White and Poppe de 4 CV. Jack Sangster va augmentar la gamma de motocicletes tot incloent-hi models de 586 i 992 cc.
Durant la dècada del 1920 es va produir una gamma de motocicletes amb motors comprats o muntats segons els dissenys d'altres fabricants, fins que un nou dissenyador, Val Page, va entrar a Ariel procedent de JAP el 1926. Aquell any, Page va crear un parell de nous motors que utilitzaven molts components de motocicleta existents, i després va redissenyar la motocicleta per al 1927. Aquests nous models es coneixen com a Black Ariels (1926-1930) i varen ser la base de totes les monocilíndriques Ariel de quatre temps fins a l'abandonament d'aquesta mena de motors per l'empresa el 1959 (tret del model LH Colt de mitjan dècada del 1950). Durant l'època de les Black Ariel va sorgir el logotip del cavall Ariel i l'eslògan de la marca, 'The Modern Motor Cycle' ("la motocicleta moderna").

### Ariel Motors
Components Ltd. va patir diverses crisis financeres i fins i tot en un parell d'ocasions -el 1911 i a començaments de la dècada del 1930- fou posada sota control judicial. El 1932, Components Ltd va fer fallida i Jack Sangster, fill de Charles, va comprar la filial d'Ariel als beneficiaris a un preu de ganga. La companyia va passar a anomenar-se Ariel Motors (J.S.) Ltd i va reprendre la producció ràpidament. Es va habilitar una nova fàbrica a Selly Oak, Birmingham. Una de les seves primeres motocicletes va ser l'Ariel Square Four, dissenyada per Edward Turner, a la qual seguí l'Ariel Red Hunter. La Red Hunter va ser un èxit i va permetre a Ariel de comprar Triumph el 1936.
L'Ariel Square Four, amb un motor de 500 cc dissenyat per Edward Turner, havia aparegut de cara a la temporada de 1931. En aquella època, l'empresa havia entrat en administració judicial i fou llavors quan se'n va fundar una de nova. La cilindrada de la Square Four es va augmentar a 600cc. Al llarg de la seva història, les Ariel Square Four van tenir problemes de sobreescalfament als cilindres posteriors que provocaven distorsions dels capçals. Un nou disseny el 1937 va donar lloc a una versió OHV de 995 cc anomenada 4G.
El 1939, les Ariel s'oferien amb suspensió posterior d'èmbol tipus Anstey-link opcional. L'opció era encara disponible quan se'n va reiniciar la producció el 1946, amb forquilles telescòpiques substituint les de bigues.
Durant la Segona Guerra Mundial, la fàbrica d'Ariel es va dedicar a la producció militar, fabricant entre d'altres la motocicleta Ariel W/NG 350 per a l'exèrcit, una moto basada en la Red Hunter però amb més distància al terra.
El 1949, el model Square Four Mark 1 duia cilindres i capçals d'alumini fos en comptes de ferro colat. Amb un pes inferior, la moto superava les 90 mph.

### BSA

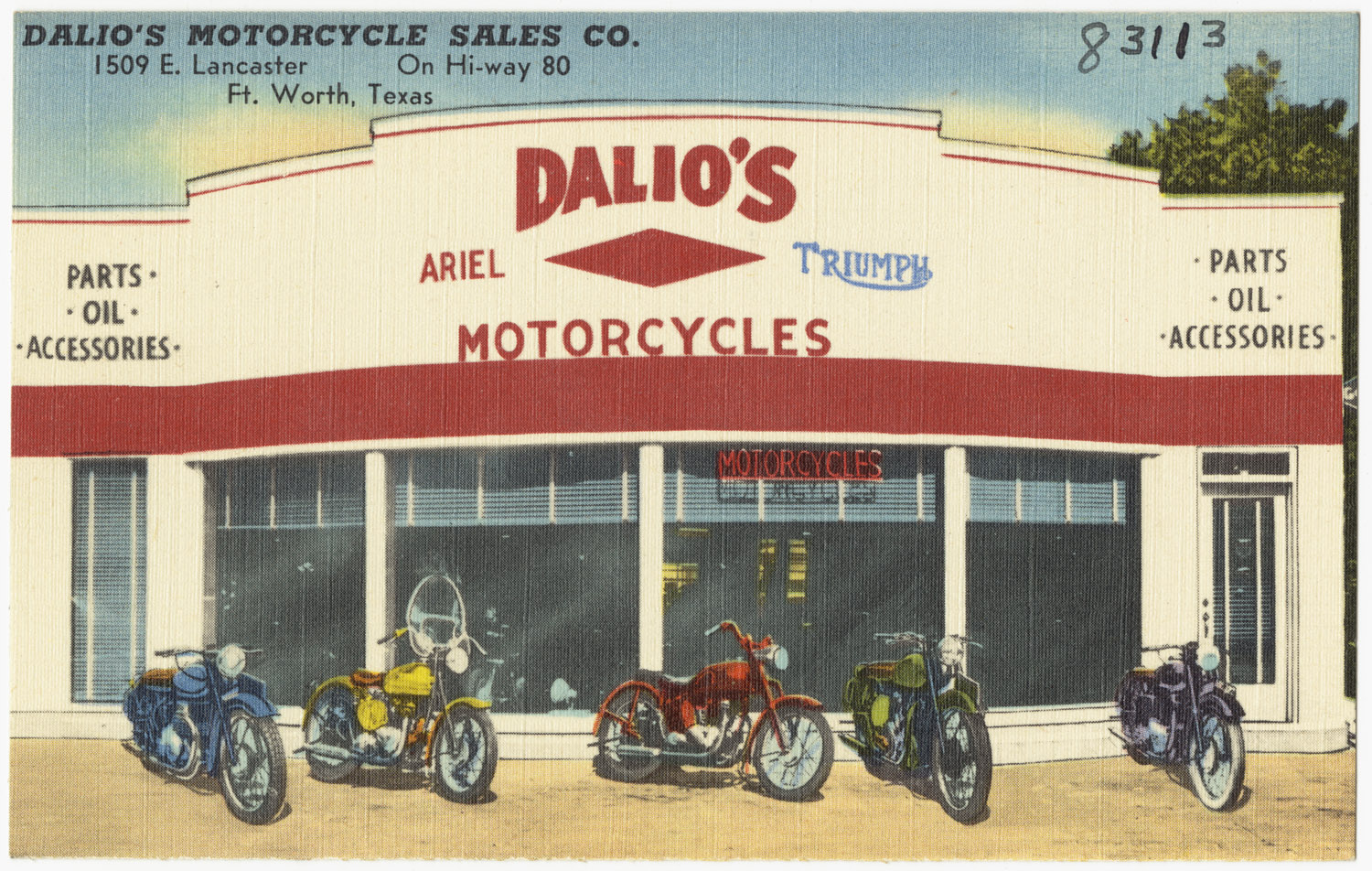
Concessionari Ariel i Triumph a Texas (ca. 1930-1945)

El 1951, Jack Sangster va vendre Ariel i Triumph al grup Birmingham Small Arms Company (BSA) i va entrar al seu consell d'administració. Ariel va començar a fabricar el model KH de 500 cc i el Huntmaster de 650 cc, tots dos amb un motor basat en el bicilíndric en paral·lel de la BSA A10. Fiable i capaç d'assolir les 100 mph (160 km/h), la Huntmaster va esdevenir popular entre els entusiastes del sidecar.
El 1956, Sangster fou escollit nou president de BSA, derrotant en la votació a Sir Bernard Docker, l'aleshores president, per un resultat de 6 a 3. Sangster va convertir immediatament Edward Turner en cap de la divisió d'automoció, integrada llavors per les motocicletes Ariel, Triumph i BSA, així com pels automòbils de luxe Daimler i el carrosser Carbodies (el fabricant dels característics "Taxicabs" de Londres).
El 1953, la Square Four Mark 2 duia una culata redissenyada i era capaç d'arribar a les 100 mph.
La Red Hunter va ser la base de la cèlebre moto de trial de Sammy Miller de la temporada de 1955, l'Ariel HT5, un model que va tenir un gran èxit en competició. Uns anys més tard, Miller va crear, partint de l'HT5, una de les motos més famoses de la història del trial, la blanca GOV 132 (coneguda així pel seu número de matrícula).

### Dos temps i desaparició
El 1959, Ariel va abandonar els motors de quatre temps i va començar a produir l'Ariel Leader amb motor de dos temps de 250 cc completament tancat, essent com era un model completament carenat, des del far del manillar fins al darrere. La Leader pretenia combinar els avantatges de la moto amb els d'un escúter. Ariel també va crear l'Arrow, una versió més oberta de la Leader que en mantenia, però, la caixa de transmissió tancada i els parafangs envoltants. Tots dos models van ser un intent no reeixit de competir amb les noves importacions japoneses.
BSA va tancar la fàbrica Ariel de Selly Oak el 1962 i va traslladar la producció de la Leader i l'Arrow a la fàbrica BSA de Small Heath. El 1963 va començar-hi la producció de la Pixie de 50 cc.
El 1965, Ariel va produir la seva darrera motocicleta, l'Arrow 200, amb una cilindrada reduïda a 200 cc que fou llançada anteriorment durant el 1964 per tal de permetre optar a una assegurança més econòmica al Regne Unit. Les motocicletes Ariel es van deixar de fabricar el 1967.

### Ús posterior del nom Ariel
El 1970, l'empresa matriu BSA va produir l'Ariel 3, un tricicle automàtic de 49 cc amb un acoblament entre les seccions del bastidor anterior i posterior que li permetia de pivotar als viratges. La meitat frontal estava articulada amb la posterior i es podia inclinar a les cantonades tot mantenint les tres rodes a terra. El disseny fou llicenciat per George Wallis, de G.L.Wallis & Son, que l'havia patentat el 1966. A Bristol, Anglaterra, s'hi ha muntat un petit museu dedicat a aquest tricicle.
Després del fracàs de l'Ariel 3, el disseny es va llicenciar a Honda, que el va produir amb el nom d'Honda Gyro.
El 1999 es va fundar una nova empresa amb l'antic nom d'"Ariel". Inicialment, Ariel Motor Company fabricava només un model, l'Atom, un cotxe esportiu d'alt rendiment matriculable amb dos seients, minimalista, al qual seguí més tard una motocicleta de gran cilindrada anomenada Ariel Ace.

### Models famosos
- Models A - G[19][20]
- VCH
- KHA
- Cyclone (Buddy Holly en tenia un exemplar)
- HT5 i HT3 (trial)
- HS versions Mk1, 11 i 111 (scramble)

### Galeria

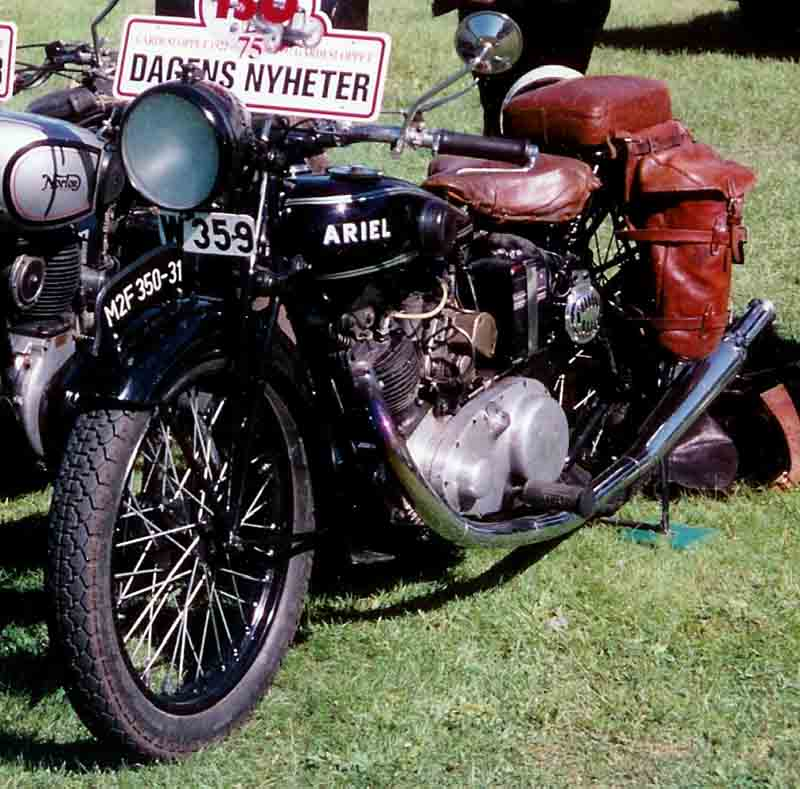
Ariel M2F 350 cc de 1931
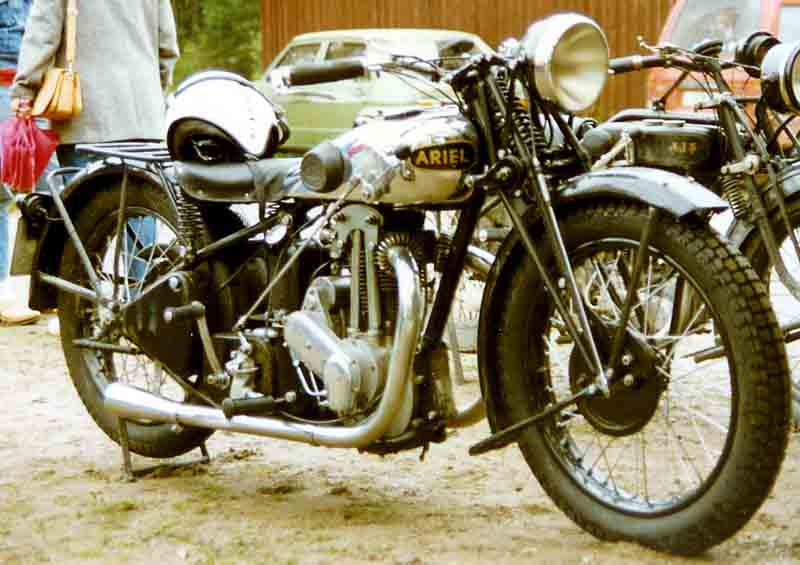
Ariel Red Hunter de 1932
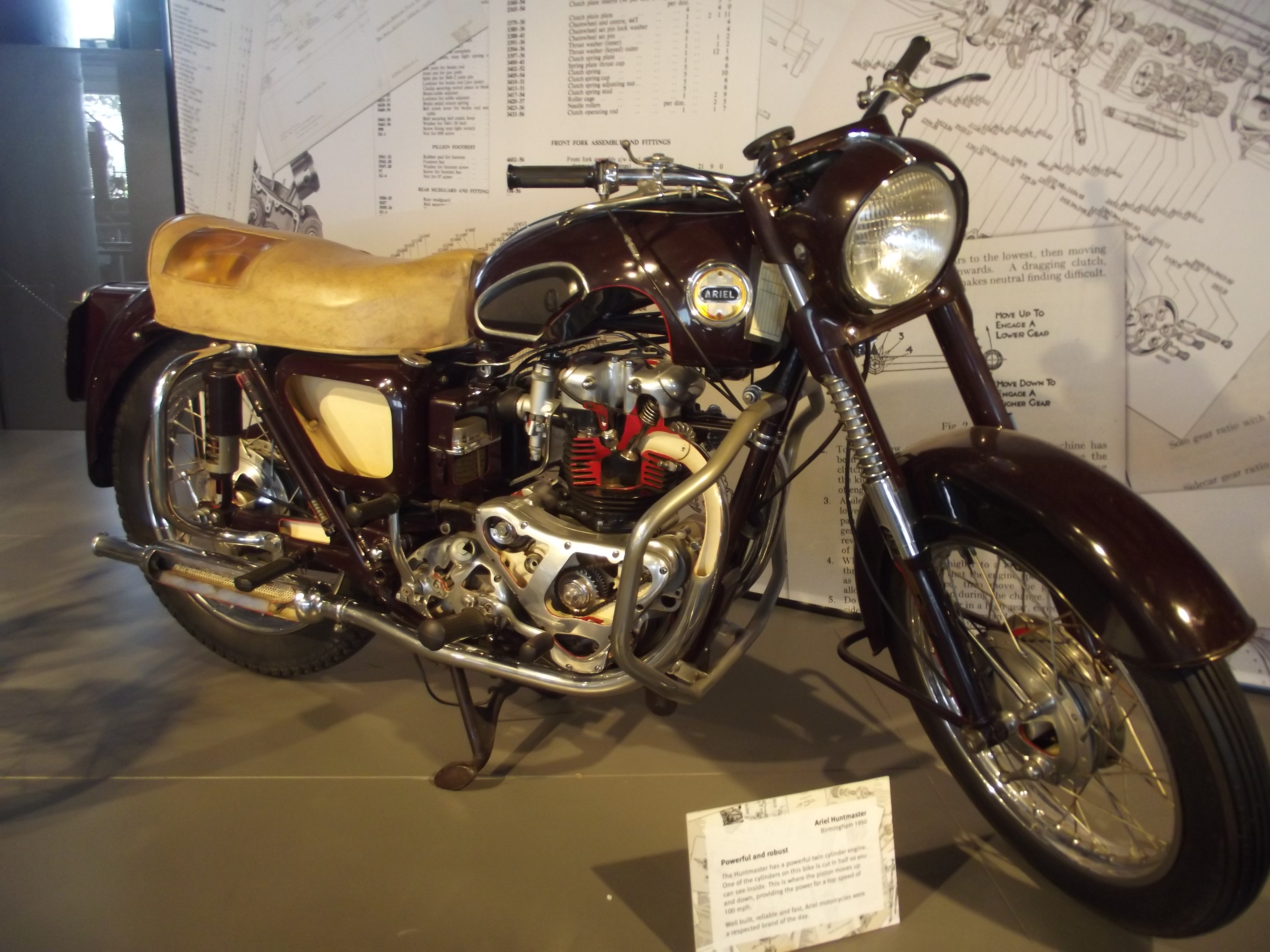
Ariel Huntmaster dels volts de 1954
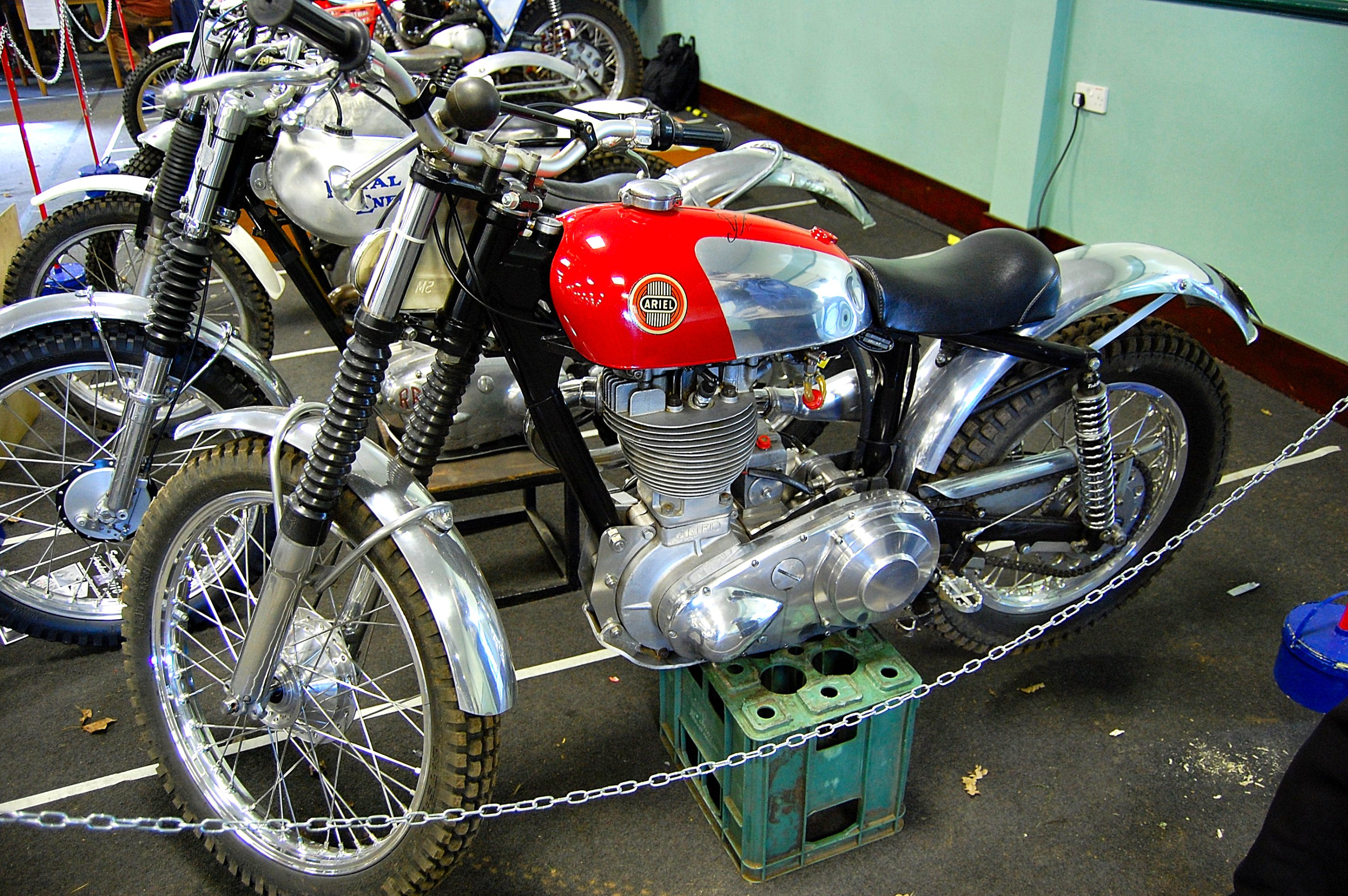
Ariel HT5 de trial dels volts de 1956
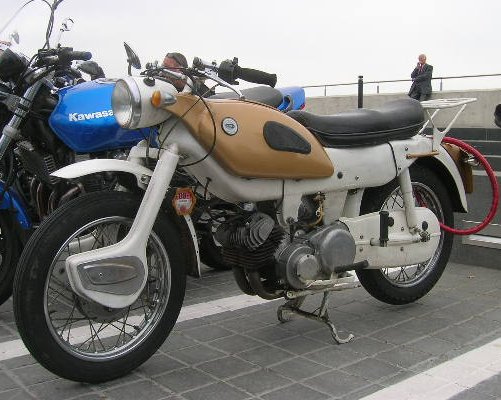
Ariel Golden Arrow de 1961
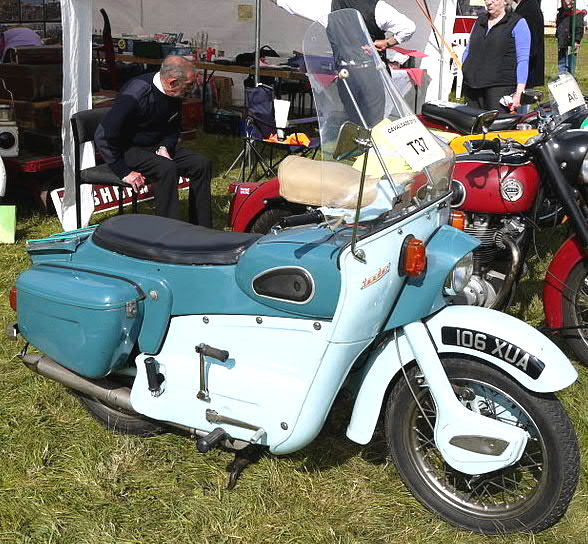
Ariel Leader de 1961 amb maletes i intermitents opcionals

## Automòbils

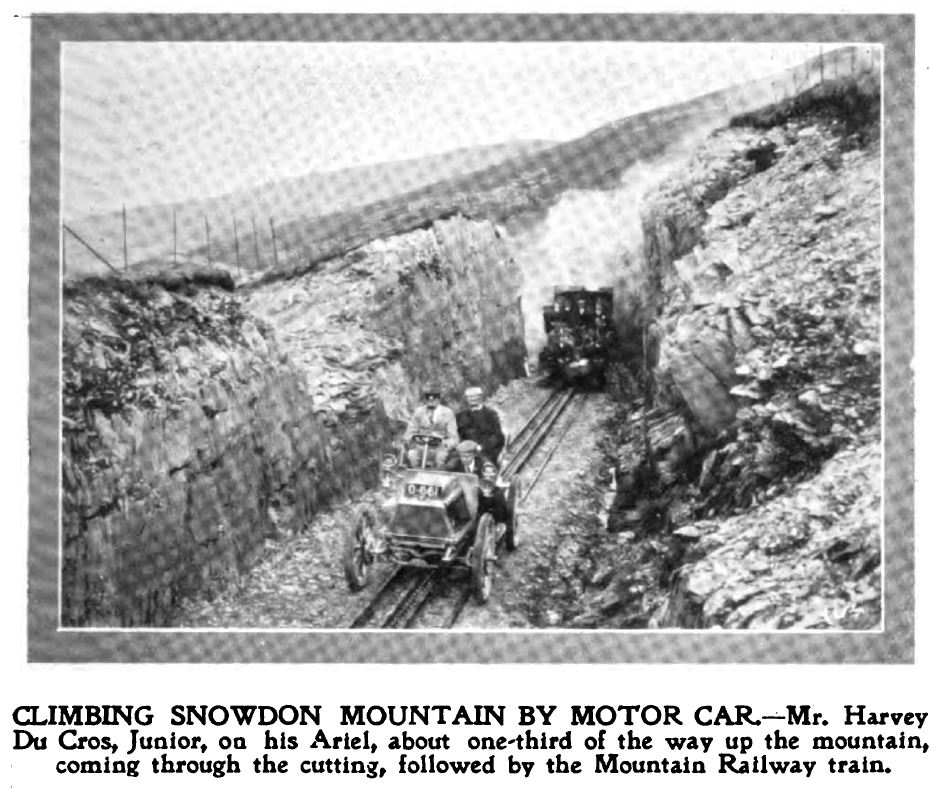
L'Ariel 15HP pujant al Snowdon, per la via de tren, el 1904

Ariel va produir automòbils en dos períodes: de 1902 a 1915 i de nou de 1922 a 1925. El primer "cotxe" pròpiament dit Ariel en va ser un de bicilíndric de 10 CV (7,5 kW) produït el 1902. El 1903 l'empresa llançà el seu primer model de quatre cilindres, un 15/19. Tots dos vehicles tenien un embragatge de cuir en forma de con totalment separat del volant. El 1904, el cotxe 15HP aconseguí la fita de ser el primer automòbil a pujar al cim del Snowdon, Gal·les, per bé que va fer servir la via del tren de muntanya que té llargs trams en pendent del 33%. A començaments de 1904, Ariel va iniciar la producció d'un model de sis cilindres fabricat amb xassís tubular d'acer aparentment inadequat.
A finals de 1905 es va anunciar una gamma d'automòbils completament nova; anomenats 'Ariel-Simplex', eren uns cotxes amb motor de quatre cilindres inspirats en els Mercedes de 15 CV i 25/30 CV i un altre de sis cilindres de 35/40 CV. Al tombant del 1907, la companyia va iniciar la producció dels seus models de sis cilindres de 50/60 CV, amb un motor de 15,9 litres, amb un preu de xassís de 950 lliures esterlines. El 1907, Ariel va vendre la seva fàbrica de Birmingham a la companyia francesa Lorraine-Dietrich, que es volia introduir al mercat britànic, i els cotxes Ariel es van passar a muntar a la fàbrica de la Coventry Ordnance Works, una sucursal de Cammell Laird. L'acord amb Lorraine-Dietrich es va cancel·lar el 1910. La producció d'un cotxe lleuger d'1,3 litres va acabar amb l'esclat de la Primera Guerra Mundial.
Ariel va reprendre la fabricació d'automòbils a motor el 1922, quan va llançar el cotxe lleuger Ariel Nine. El Nine tenia un motor bicilíndric de vàlvula lateral refrigerat per aigua de 997 cc amb dimensions "quadrades" (85 mm de diàmetre x 85 de carrera) fabricat per l'empresa A Harper Sons & Bean, Ltd de Dudley. El cotxe va ser dissenyat per Jack Sangster, fill del propietari d'Ariel, qui ja havia dissenyat el Rover 8 de dos cilindres (similar, però refrigerat per aire) quan treballava per a Rover.
El Nine era capaç d'atènyer una velocitat de 55 mph i se'n van fabricar uns 700 exemplars. Tanmateix, com que el motor vibrava i era sorollós, Ariel va deixar de fabricar-los el 1924 i va substituir el model pel cotxe de 10 RAC.
El "Ten" tenia un motor de quatre cilindres de tipus Q de 1.097 cc fabricat per la Swift Motor Company. A diferència del Nine, era un motor de carrera llarga, amb un diàmetre de només 60 mm i una carrera de 97. El Ten disposava de caixa de canvis combinada amb l'eix posterior. El cotxe es va anunciar amb un preu de 180 lliures esterlines per al xassís, i se'n varen fabricar uns 250. El 1925, Ariel va suspendre la producció d'automòbils per tal de concentrar-se en les motos.